# Пигулевская, Евгения Александровна
Евгения Александровна Пигулевская (2 (15) апреля 1909, Иркутск — 4 января 1991, Москва) — российский советский экономист, востоковед, японист и кореевед, доктор экономических наук, научный сотрудник ИМЭМО АН СССР.

## Биография
Евгения Александровна Пигулевская родилась 2 (15) апреля 1909 года в Иркутске.
В 1931 окончила восточный факультет Дальневосточного государственного университета.
В 1944 г. защитила диссертацию на тему: «Морской транспорт Японии», став кандидатом экономических наук.
В 1934—1947 гг. была научным сотрудником Института мирового хозяйства и мировой политики АН СССР. С 1946 г. — старший научный сотрудник. В 1947—1949 гг. работала в Институте экономики, в состав которого влился Институт МХ и МП, в 1956—1991 гг. — в Институте мировой экономики и международных отношений АН СССР.
В 1968 г. защитила докторскую диссертацию по монографии «Монополии и финансовая олигархия в современной Японии» (1966).
Награждена медалями СССР.

## Научная деятельность
Основная область научных интересов — экономической развитие послевоенной Японии.
В 30-50-х годах Пигулевская занималась весьма актуальной на тот момент тематикой — экономикой Кореи, затем проблемами освобождения от японской оккупации и борьбы за независимость. Корея, с 1910 г. находившаяся под контролем Японии и освобожденная после Второй Мировой войны, в этот период переживала острый политический кризис, приведший к разделению страны на два государства.
Дальнейшие работы посвящены проблемам японского экономического развития после Второй Мировой войны. Ещё в 1956 г. Пигулевская перевела коллективную монографию «Иностранный капитал в Японии», в которой анализируется проникновение американского капитала в Японию, показаны формы и методы проникновения американских монополий в страну. В монографии «Монополии и финансовая олигархия в современной Японии» (1966) автор развивает идеи Кобаяси Гио и других авторов «Иностранного капитала», характеризует основные формы организации монополистического капитала в Японии и тенденции их развития.
В монографии «Новые течения в экономической мысли Японии» (1993), опубликованной после смерти Е. А. Пигулевской, рассматриваются современные теоретические концепции экономистов Японии, эволюция этих концепций в контексте современной политической экономии.

## Основные работы
- Японская экономика и война в Китае // Тихий океан. 1937. № 3-4. С. 152—162.
- Корея после освобождения // Мировое хозяйство и мировая политика. 1946. № 6. С. 78-89.
- Корейский народ в борьбе за независимость и демократию. М.: АН СССР, 1952. 360 с.
- Корейский народ в борьбе против империалистических агрессоров // Углубление кризиса колониальной системы империализма. М., 1953. С. 126—205.
- Экономика Кореи под гнетом японского империализма // Корейская Народно-Демократическая Республика. Сб. статей. М.: Изд-во АН СССР, 1954. С. 128—165.
- Иностранный капитал в Японии / пер. с яп. Е. А. Пигулевской. М.: Издательство иностранной литературы, 1956. 416 с.
- Обновление основного капитала японской промышленности и развитие послевоенного цикла. М.: Издательство АН СССР, 1960. 256 с.
- Финансовый капитал современной Японии // МЭМО. 1961. № 1. С. 59-74.
- Монополии и финансовая олигархия: Экономический цикл послевоенной Японии. Токио: Токосёген, 1962. 324 с. На яп. яз.
- Монополии и финансовая олигархия в современной Японии. М.: Наука, 1966. 365 с.
- Научно-технический прогресс и монополистическая структура Японии // МЭМО. 1972. № 12. С. 74-84.
- Теории экономического роста в буржуазной политэкономии Японии: (Критический анализ). М.: Наука, 1976. 294 с.
- Концентрация производства и монополистическая структура // Япония. М., 1981. С. 74-121.
- Монополия, конкуренция и проблемы государственного регулирования в Японии // Япония. 1981. М., 1982. С. 129—146.
- Кризис ГМК и поиски новых доктрин хозяйственного регулирования // Япония. 1984. М., 1985. С. 160—177.
- Государственное отраслевое регулирование // Гос.-монополистическое регулирование в Японии. М., 1985. С. 97-126, 133—137.
- Консервативная ориентация экономической теории и политики в Японии // МЭМО. 1986, № 7. С. 58-68.
- Новые течения в экономической мысли Японии. М.: Наука, 1992. 168 с.[1]